# Ophichthini
Ophichthini è una tribù di pesci anguilliformi della famiglia Ophichthidae.

## Generi
- Aplatophis Böhlke, 1956
- Brachysomophis Kaup, 1856
- Echelus Rafinesque, 1810
- Echiophis Kaup, 1856
- Elapsopis Kaup, 1856
- Evips McCosker, 1972
- Herpetoichthys Kaup, 1856
- Hyphalophis McCosker & Böhlke, 1982
- Kertomichthys McCosker & Böhlke, 1982
- Leiuranus Bleeker, 1853
- Lethogoleos McCosker & Böhlke, 1982
- Malvoliophis Whitley, 1934
- Myrichthys Girard, 1859
- Mystriophis Kaup, 1856
- Ophichthus Ahl, 1789
- Ophisurus Lacepède, 1800
- Phyllophichthus Gosline, 1951
- Pisodonophis Kaup, 1856
- Quassiremus Jordan & Davis, 1891
- Scytalichthys Jordan & Davis, 1891
- Xyrias Jordan & Snyder, 1901